# Ministre d'Infància i Afers de la Joventut

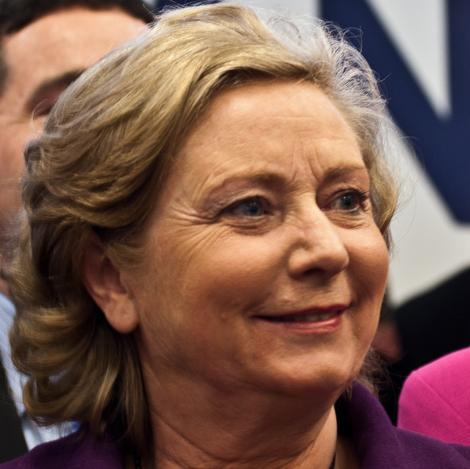
Frances Fitzgerald

El Ministre d'Infància i Afers de la Joventut (gaèlic irlandès An tAire Leanaí agus Gnóthaí Óige) és el principal ministre del Departament d'Infància i Afers de la Joventut al Govern d'Irlanda.
L'actual ministre d'Infància i Afers de la Joventut és Frances Fitzgerald, TD.

## Descripció
El departament fou creat en 1956 com el departament de la Gaeltacht. La seva denominació ha canviat moltes vegades, la darrera fou adoptada en 2011. De 1994 a 2011 va tenir adscrit un Ministre d'estat per la Infantesa.
El departament és responsable de la infantesa i els afers de la joventut.

## Llista de ministres
| Ministre de la Gaeltacht 1956–1993                              |                             |                        |                        |        |              |
| Núm.                                                            | Nom                         | Nomenament             | Destitució             | Partit | Partit       |
| 1.                                                              | Richard Mulcahy             | 2 de juny de 1956      | 24 d'octubre de 1956   |        | Fine Gael    |
| 2.                                                              | Patrick Lindsay             | 24 d'octubre de 1956   | 20 de març de 1957     |        | Fine Gael    |
| 3.                                                              | Jack Lynch                  | 20 de març de 1957     | 26 de juny de 1957     |        | Fianna Fáil  |
| 4.                                                              | Micheál Ó Móráin (1r cop)   | 26 de juny de 1957     | 23 de juliol de 1959   |        | Fianna Fáil  |
| 5.                                                              | Gerald Bartley              | 23 de juliol de 1959   | 11 d'octubre de 1961   |        | Fianna Fáil  |
|                                                                 | Micheál Ó Móráin (2n cop)   | 11 d'octubre de 1961   | 26 de març de 1968     |        | Fianna Fáil  |
| 6.                                                              | Pádraig Faulkner            | 27 de març de 1968     | 2 de juliol de 1969    |        | Fianna Fáil  |
| 7.                                                              | George Colley               | 2 de juliol de 1969    | 14 de març de 1973     |        | Fianna Fáil  |
| 8.                                                              | Tom O'Donnell               | 14 de març de 1973     | 5 de juliol de 1977    |        | Fine Gael    |
| 9.                                                              | Denis Gallagher (1r cop)    | 5 de juliol de 1977    | 11 de desembre de 1979 |        | Fianna Fáil  |
| 10.                                                             | Máire Geoghegan-Quinn       | 12 de desembre de 1979 | 30 de juny de 1981     |        | Fianna Fáil  |
| 11.                                                             | Paddy O'Toole (1r cop)      | 30 de juny de 1981     | 9 de març de 1982      |        | Fine Gael    |
|                                                                 | Denis Gallagher (2n cop)    | 9 de març de 1982      | 14 de desembre de 1982 |        | Fianna Fáil  |
|                                                                 | Paddy O'Toole (2n cop)      | 14 de desembre de 1982 | 10 de març de 1987     |        | Fine Gael    |
| 12.                                                             | Charles Haughey             | 10 de març de 1987     | 11 de febrer de 1992   |        | Fianna Fáil  |
| 13.                                                             | John Wilson                 | 11 de febrer de 1992   | 12 de gener de 1993    |        | Fianna Fáil  |
| 14.                                                             | Michael D. Higgins (1r cop) | 12 de gener de 1993    | 21 de gener de 1993    |        | Labour Party |
| Ministre d'Arts, Cultura i Gaeltacht 1993–1997                  |                             |                        |                        |        |              |
| Núm.                                                            | Nom                         | Nomenament             | Destitució             | Partit | Partit       |
|                                                                 | Michael D. Higgins (1r cop) | 21 de gener de 1993    | 17 de novembre de 1994 |        | Labour Party |
| 15.                                                             | Bertie Ahern                | 18 de novembre de 1994 | 15 de desembre de 1994 |        | Fianna Fáil  |
|                                                                 | Michael D. Higgins (2n cop) | 15 de desembre de 1994 | 26 de juny de 1997     |        | Labour Party |
| 16.                                                             | Síle de Valera              | 26 de juny de 1997     | 12 de juliol de 1997   |        | Fianna Fáil  |
| Ministre d'Arts, Patrimoni, Gaeltacht i d'Illes 1997–2002       |                             |                        |                        |        |              |
| Núm.                                                            | Nom                         | Nomenament             | Destitució             | Partit | Partit       |
|                                                                 | Síle de Valera              | 12 de juliol de 1997   | 6 de juny de 2002      |        | Fianna Fáil  |
| Ministre per la Comunitat, Rural i Afers Gaeltacht 2002–2010    |                             |                        |                        |        |              |
| Núm.                                                            | Nom                         | Nomenament             | Destitució             | Partit | Partit       |
| 17.                                                             | Éamon Ó Cuív                | 6 de juny de 2002      | 23 de març de 2010     |        | Fianna Fáil  |
| Ministre per la Comunitat, Igualtat i Afers Gaeltacht 2010–2011 |                             |                        |                        |        |              |
| Núm.                                                            | Nom                         | Nomenament             | Destitució             | Partit | Partit       |
| 18.                                                             | Pat Carey                   | 23 de març de 2010     | 9 de març de 2011      |        | Fianna Fáil  |
| Ministre d'Infantesa i Afers de la Joventut 2011–present        |                             |                        |                        |        |              |
| Núm.                                                            | Nom                         | Nomenament             | Destitució             | Partit | Partit       |
| 19.                                                             | Frances Fitzgerald          | 9 de març de 2011      | en el càrrec           |        | Fine Gael    |